# Supergirl (Stefania-sang)
"Supergirl" (stiliseret som SUPERG!RL) er en sang, der repræsenterer Grækenland i Eurovision Song Contest 2020. Den vil blive udført af den græsk-hollandske sanger Stefania Liberakakis.